# میر شکیل الرحمان
میر شکیل الرحمان (انگلیسی: Mir Shakil-ur-Rahman؛ زادهٔ ۱۹۶۰) روزنامه‌نگار و مدیر کارآفرین اهل پاکستان است.